# Alpette
Alpette (piemontesisch j Alpëtte) ist eine Gemeinde in der italienischen Metropolitanstadt Turin (TO) der Region Piemont.

## Lage und Einwohner
Alpette liegt knapp 50 km nördlich von Turin auf einer Höhe von 957 m über dem Meeresspiegel in alpiner Landschaft, im Valle Orco. Die Nachbargemeinden sind Pont-Canavese, Sparone, Cuorgnè und Canischio. Das Gemeindegebiet umfasst eine Fläche von 5 km² und hat 246 Einwohner (Stand 31. Dezember 2023).
Die Schutzheiligen des Ortes sind Peter und Paul.

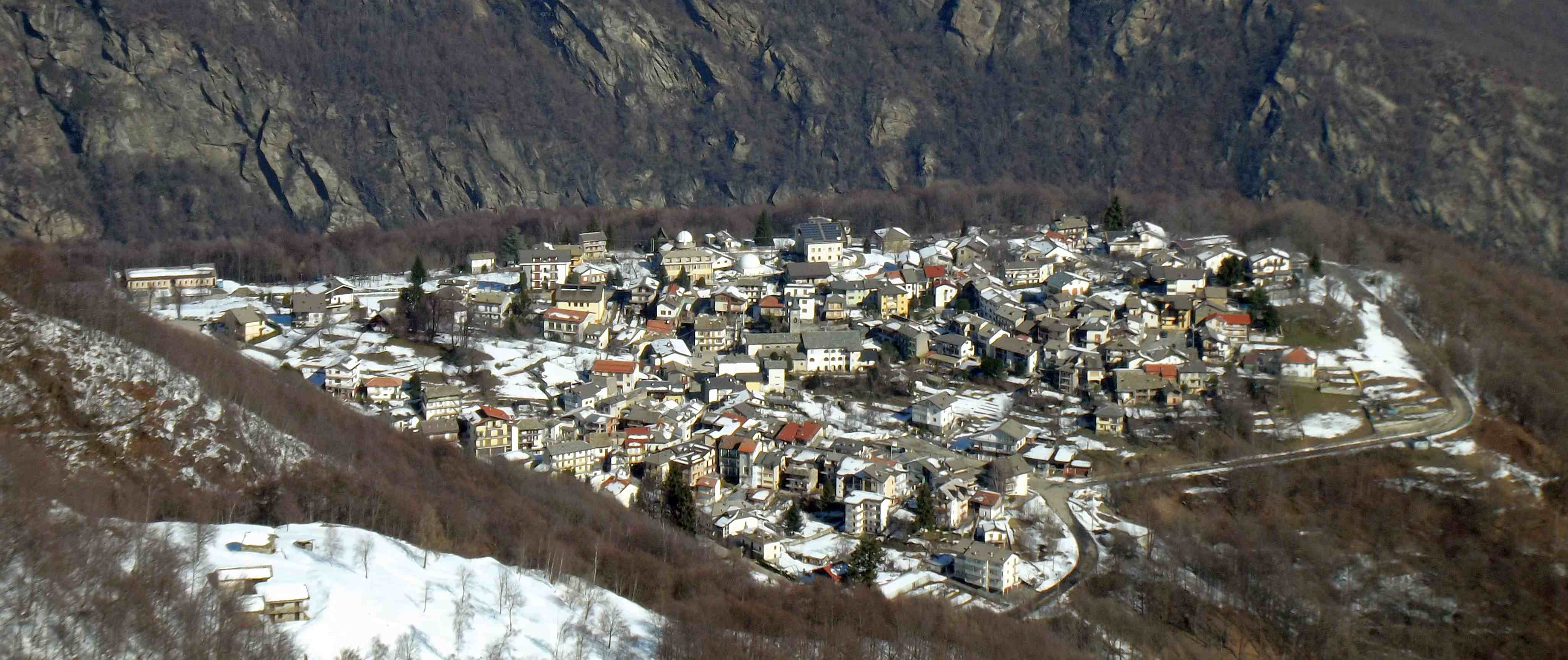
Panorama

## Geschichte

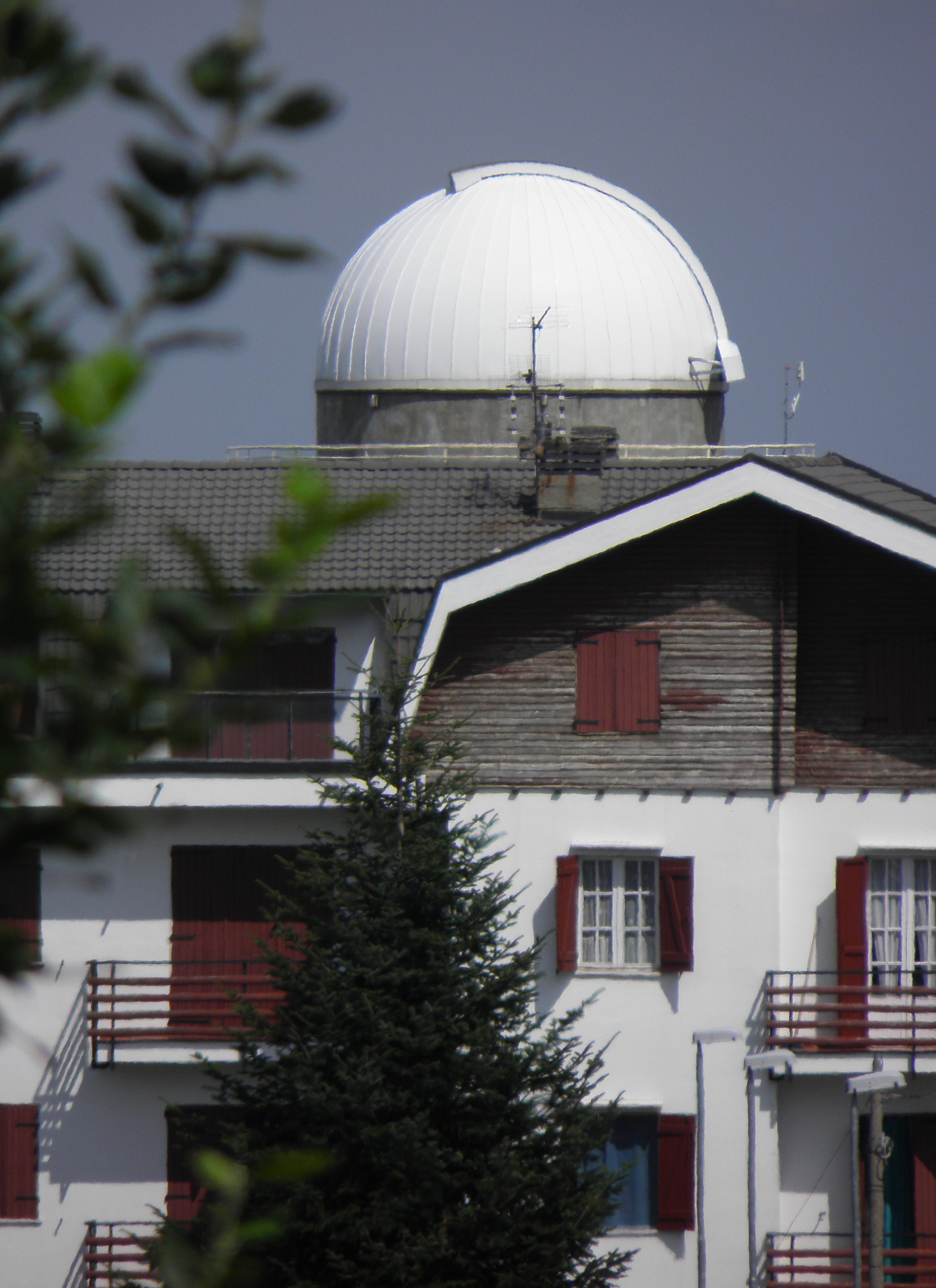
Observatorium Alpette

Alpette ist wahrscheinlich vorrömischen Ursprungs und war eine Hirtensiedlung, ein Lehen der Grafen von Valperga. Obwohl Alpette erst ab 1466 urkundlich erwähnt wird, trennte es sich 1773 von Pont-Canavese und erlangte erst nach jahrhundertelangen Streitigkeiten Verwaltungsautonomie und wurde Teil der Gerichtsbarkeit der Savoyer und der Grafen von Valperga. Die Gemeinde war jedoch bereits 1609 von Pont-Canavese getrennt worden.
Seit dem 19. Jahrhundert ist Alpette als Ferienort bekannt. Im Winter hat es Skipisten und im Sommer ist es eine beliebte Wanderregion.
Mit dem Don Giovanni Capace steht eine für die Öffentlichkeit zugängliche Sternwarte in Alpette. Die Kuppel hat einen Durchmesser von 5,5 Meter. Im Oktober 2010 wurde auch ein 54-plätziges Planetarium eingeweiht.